# Sidi Hassine (délégation)
Pour les articles homonymes, voir Hassine.
Sidi Hassine est une délégation tunisienne dépendant du gouvernorat de Tunis.
En 2004, elle compte 79 381 habitants dont 40 629 hommes et 38 752 femmes répartis dans 16 960 ménages et 18 458 logements.